# مرغ بهشت قرمز
مرغ بهشت قرمز (نام علمی: Paradisaea rubra) نام یک گونه از سرده مرغ‌بهشتیان است.